# Venezuela en los Juegos Paralímpicos de Sídney 2000
Venezuela estuvo representada en los Juegos Paralímpicos de Sídney 2000 por diez deportistas, ocho hombres y dos mujeres.

## Medallistas
El equipo paralímpico venezolano obtuvo las siguientes medallas:
| Nombre          | Deporte   | Evento              |
| --------------- | --------- | ------------------- |
| Oro             |           |                     |
| —               |           |                     |
| Plata           |           |                     |
| —               |           |                     |
| Bronce          |           |                     |
| Ricardo Santana | Atletismo | 200 m T13 masculino |